# Kirchdorf an der Amper
Kirchdorf an der Amper (amtlich: Kirchdorf a.d.Amper) ist eine Gemeinde im oberbayerischen Landkreis Freising. Sie liegt im Ampertal nordwestlich von Freising.

## Geografie

### Lage
Die Gemeinde liegt im Ampertal, einem großen Landschaftsschutzgebiet.

### Gemeindegliederung
Es gibt 16 Gemeindeteile (in Klammern ist der Siedlungstyp angegeben):
- Berghof (Weiler)
- Burghausen (Kirchdorf)
- Esterndorf (Einöde)
- Geierlambach (Weiler)
- Hahnbach (Einöde)
- Helfenbrunn (Dorf)
- Hirschbach (Kirchdorf)
- Kirchdorf a.d.Amper (Pfarrdorf)
- Nörting (Kirchdorf)
- Saulhof (Einöde)
- Schellhof (Einöde)
- Schidlambach (Dorf)
- Schnotting (Weiler)
- Unterberg (Einöde)
- Voglhof (Einöde)
- Wippenhausen (Pfarrdorf)

## Geschichte

### Bis zur Gemeindegründung
Der Gemeindeteil Nörting wurde als erster in der Gemeinde im Jahre 788 unter dem Freisinger Bischof Atto (783–811) urkundlich erwähnt. Der Gemeindeteil Helfenbrunn wurde im Jahre 823 erstmals urkundlich erwähnt.
Im Jahr 1102 war das Ortsadelsgeschlecht der Kirchdorfer erstmals nachweisbar, das bis zu seinem Aussterben im Jahr 1423 eine wichtige Rolle in dem Kirchdorf spielte. Kirchdorf war ein von Weihenstephan aus gegründeter Seelsorgemittelpunkt im unteren Ampertal. Der Ort wurde im Jahre 1123 das erste Mal urkundlich erwähnt. Dem Prämonstratenserkloster Neustift in Freising wurde die Pfarrei 1358 inkorporiert. Das Kloster wurde auch wichtigster Grundherr im Gemeindegebiet und ließ von 1706 bis 1708 die Kirchdorfer Kirche neu erbauen. Kirchdorf war zeitweise auch ein bedeutender Wallfahrtsort.
Kirchdorf war bis zum Ende des 18. Jahrhunderts Teil der Obmannschaft Länbach des Amtes Sichendorf (bei Zolling) im Landgericht Moosburg und wurde im Zuge der Verwaltungsreformen in Bayern 1818 eine selbständige politische Gemeinde.

### 20. und 21. Jahrhundert
Nach dem Zweiten Weltkrieg wuchs die Einwohnerzahl Kirchdorfs durch die Aufnahme von Heimatvertriebenen stark an. Am 12. März 1979 wurde der Name der Gemeinde Kirchdorf amtlich in Kirchdorf an der Amper (Kirchdorf a.d.Amper) geändert.

### Religionen
Katholische Pfarreien im Gemeindegebiet Kirchdorf:
- Pfarrei St. Martin in Kirchdorf mit Filialkirchen St. Katharina in Nörting und St. Pankratius in Hirschbach
- Pfarrei St. Nikolaus in Wippenhausen mit Filialkirchen in Burghausen und St. Clemens Oberberghausen

### Eingemeindungen
Im Zuge der Gebietsreform in Bayern wurden am 1. Januar 1972 Gebietsteile der aufgelösten Gemeinden Tünzhausen (der Gemeindeteil Schnotting) und Wippenhausen (Wippenhausen selbst mit Burghausen) eingegliedert. Von 1978 bis 1994 gehörte die Gemeinde der Verwaltungsgemeinschaft Allershausen an.

### Einwohnerentwicklung
Zwischen 1988 und 2018 wuchs die Gemeinde von 1863 auf 3235 um 1372 Einwohner bzw. um 73,6 %.

## Politik

### Gemeinderat
Die Gemeinderatswahlen seit 2014 ergaben folgende Stimmenanteile und Sitzverteilungen:
| Partei/Liste                       | 2020  | 2020  | 2014  |
| Partei/Liste                       | %     | Sitze | Sitze |
| ---------------------------------- | ----- | ----- | ----- |
| CSU/Freie Wähler Kirchdorf         | 50,19 | 8     | 8     |
| Freie Wählergemeinschaft Kirchdorf | 33,72 | 5     | 6     |
| Bündnis 90/Die Grünen              | 16,09 | 3     | –     |

### Bürgermeister
Am 16. März 2014 wurde Uwe Gerlsbeck (CSU) zum Ersten Bürgermeister gewählt und 2020 mit 89,86 % der Stimmen im Amt bestätigt.

### Wappen
| Wappen Gem. Kirchdorf an der Amper | Blasonierung: „Über silbernen Wellenbalken in Rot zwei aufrechte, abgewendete goldene Hirschstangen, darüber ein aufrechter silberner Schlüssel mit gegabeltem Bart.“ |
| Wappen Gem. Kirchdorf an der Amper | Wappenbegründung: Der silberne Wellenbalken deutet die Lage der Gemeinde an der Amper an. Die zwei Hirschstangen weisen nicht auf den Hirschbach hin, der durch das Gemeindegebiet fließt, sie sollen vielmehr auf das Wappen des Ortsadelsgeschlechts der Kirchdorfer zurückgehen. Der silberne Schlüssel bezieht sich auf die frühere Zugehörigkeit zum Kloster Neustift. Dieses Wappen wird seit 1979 geführt. |

## Verkehr
Es besteht eine ÖPNV-Anbindung mit den MVV-Buslinien 601 und 695.

## Kultur und Sehenswürdigkeiten

### Sehenswürdigkeiten
- Pfarrkirche St. Martin in Kirchdorf, vor ihr eine Mariensäule, die an die Gefallenen des Deutsch-Französischen Krieges erinnert.
- Filialkirche St. Georg in  Burghausen
- Kapelle (Geierlambach)
- Kapelle St. Sebald (Helfenbrunn)
- Filialkirche St. Pankratius in Hirschbach
- Filialkirche St. Katharina in Nörting
- Filialkirche St. Nikolaus und Schule in Wippenhausen

### Sport
Örtlicher Sportverein ist der SC Kirchdorf e. V., es gibt mehrere Schützenvereine: Schützenlust Wippenhausen, Schützenverein Edelweiß Hirschbach-Kirchdorf, Schützenverein Hubertus Helfenbrunn und Schützenverein Siegfried Nörting.

### Sonstiges
Im Rahmen der Gemeindeentwicklung wurden 2002 18 Arbeitskreise gegründet. Daraus entstand der Gemeindeentwicklungsplan mit dem Leitsatz „Natürlich gut leben im Ampertal“.